# Новинки (Дмитровский городской округ)
Новинки — деревня в Дмитровском районе Московской области, в составе Сельского поселения Костинское. Население — 9 чел. (2010). До 2006 года Новинки входили в состав Гришинского сельского округа.

## Расположение
Деревня расположена в юго-восточной части района, примерно в 13 км на юго-восток от Дмитрова, на правом берегу реки Камарихи (левый приток Яхромы), высота центра над уровнем моря 219 м. Ближайшие населённые пункты — Андрейково на севере, Никулино на востоке, Хорьяково и Гришино на юге, Сычевки на северо-западе.

## Население
| 2002 | 2006 | 2010 |
| ---- | ---- | ---- |
| 15   | ↘12  | ↘9   |